# Diecezja Tshilomba
Diecezja Tshilomba (łac. Diœcesis Tshilombana) – diecezja Kościoła rzymskokatolickiego w Demokratycznej Republice Konga, z siedzibą w Tshilomba. Ustanowiona 25 marca 2022.

## Historia
Diecezja została utworzona decyzją papieża Franciszka z dnia 25 marca 2022 roku. Znajduje się w okręgu cywilnym Lomami. Zajmuje wschodnią część Luizy, obejmując miasta Tshilomba i Mwene-Ditu, zbiorowości Katshisungu, Kanincin i Mulundu oraz sektor Kanda-Kanda.
Nowa diecezja jest sufraganią Archidiecezji Metropolitalnej Kananga.

## Główne świątynie
- Katedra: Katedra św. Jakuba w Tshilomba

## Biskupi diecezjalni
- Sebastien Kenda Ntumba (od 2022)